# Mongol Els
Mongol Els är ett sandområde i Mongoliet. Det ligger i den västra delen av landet, 900 km väster om huvudstaden Ulan Bator.